# Nicolas Jung
Pour les articles homonymes, voir Jung.
Nicolas Jung (17 septembre 1852 - 26 avril 1924) est un homme politique lorrain. Il fut député du Landtag d'Alsace-Lorraine de 1911 à 1918, et maire de Metz de 1922 à 1924.

## Biographie
Nicolas Jung naît à Roussy-le-Village, le 17 septembre 1852. De confession catholique, il suit le séminaire, à Metz, de 1872 à 1874. Il enseigne à la Volksschule de Metz, une école primaire publique de 1874 à 1877, avant d'enseigner à l'Oberrealschule de la ville.
Intéressé par la vie politique locale, Nicolas Jung devient membre du conseil municipal en 1901. Dans le paysage politique régional, on assiste à l’implantation progressive des partis politiques de type allemand, corrélativement à l’émergence d’une politique régionale propre au Reichsland et à ses enjeux. Ces nouveaux enjeux le poussent, en 1908, à se présenter aux élections du Bezirkstag de Lorraine, l'assemblée délibérante du district de Lorraine. En 1911, il est élu député, sur la circonscription de Metz II, dans la seconde chambre du Landtag d'Alsace-Lorraine. Classé indépendant, il bénéficie du soutien du Lothringer Block, le parti lorrain. Parmi les délégués lorrains, en majorité des notables, des industriels ou des propriétaires, il est l'un des rares fonctionnaires à siéger. 
Après le retour de la Moselle à la France en 1919, Nicolas Jung est élu maire de Metz le 17 juin 1922. Il resta en fonction jusqu'à sa mort, le 26 avril 1924.
Nicolas Jung repose au cimetière de l'Est à Metz. Sur sa sépulture, son portrait en médaillon de bronze est l'œuvre du sculpteur Emmanuel Hannaux.

## Mandats
- Landtag d'Alsace-Lorraine
  - 1911-1918 : Metz II, avec 56 % des suffrages exprimés - Lothringer Block

## Sources
- Regierung und Landtag von Elsaß-Lothringen 1911–1916. Biographisch-statistisches Handbuch. Mühlhouse, 1911 (p.205).
- François Jung: Nicolas Jung: Maire de Metz, Éd. Polyprint, Esch-sur-Alzette, 2003.